# Concattedrale di San Nicola (Palmi)
La concattedrale di San Nicola vescovo è il principale luogo di culto cattolico di Palmi. L'edificio è ubicato nel centro storico cittadino e prospetta sulla piazza Duomo, di fronte al Palazzo comunale e di fronte agli uffici vescovili della diocesi di Oppido Mamertina-Palmi. Chiamata anche chiesa madre o matrice, la concattedrale è sede dell'omonima parrocchia eretta nel XIV secolo e, al suo interno, custodisce la reliquia del Sacro Capello oltre alle venerate raffigurazioni della Madonna della Sacra Lettera e di San Nicola, patrono comunale.

## Storia
Tra il 1310 ed il 1311, è attestata in Palmi una chiesa dedicata a san Nicola, che risultava essere l'unica del villaggio.
La chiesa di san Nicola è nuovamente citata, per la prima volta come parrocchia, in atti del 1532 e, negli anni successivi, risulta in commendam a vari commendatari. Inoltre è descritta anche nella visita ex limina a Palmi di mons. Marco Antonio Del Tufo, vescovo della diocesi di Mileto, nel 1586. L'edificio sorgeva discosto dalle mura cittadine di Carlopoli e vi avevano sede la confraternita di san Nicola e la confraternita del Santissimo Sacramento. Al suo interno vi era l'altare maggiore, una cappella dedicata al Santissimo Sacramento e gli altari laterali dedicati rispettivamente a san Pietro, san Nicola, san Giorgio, san Girolamo e alla Natività del Signore.

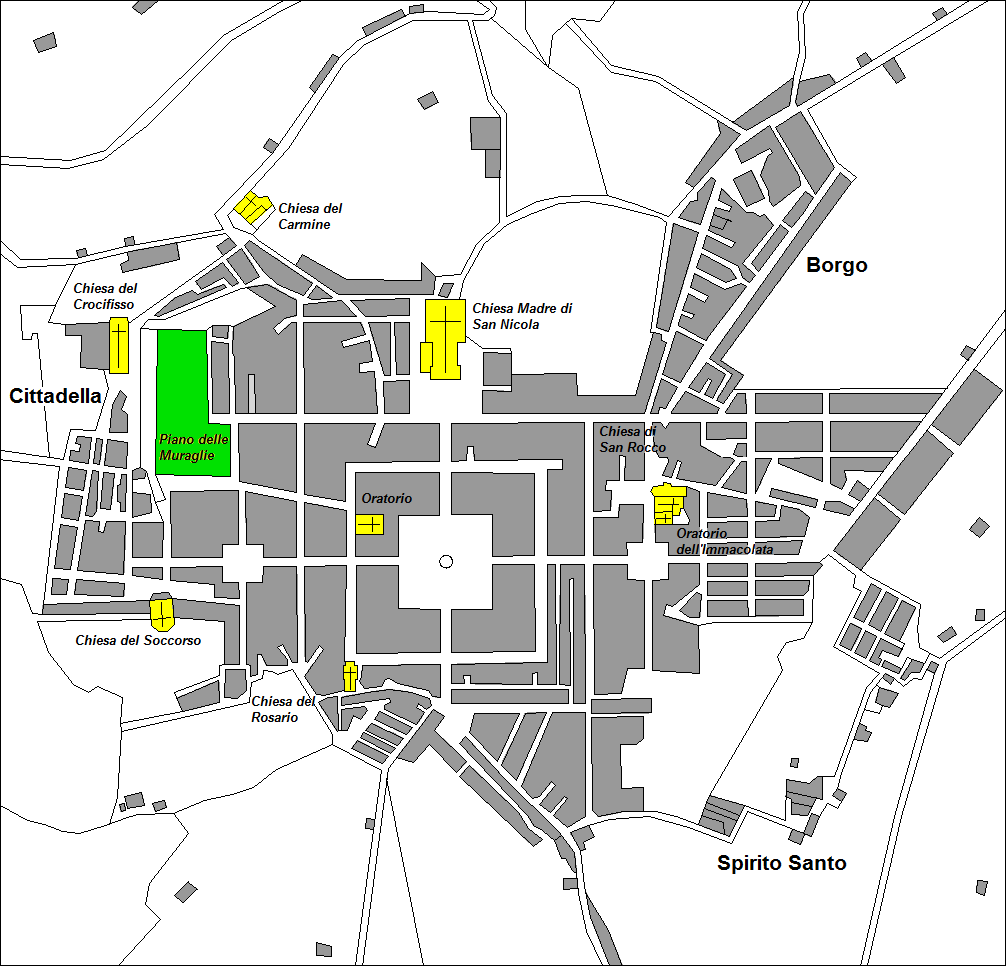
Localizzazione della Chiesa Madre nella pianta ottocentesca di Palmi.

Nel 1664 vi venne fondata una congrega del "Purgatorio" o del "Sacro Monte delle cinquanta messe". In quel secolo, nella chiesa erano custoditi un quadro di san Giovanni che predica, di autore ignoto, ed un quadro dell'Assunta, opera di Giacomo Farelli, oltre ad essere adoperata anche per la sepoltura dei fedeli, cosa che si protrarrà pure nel secolo successivo.

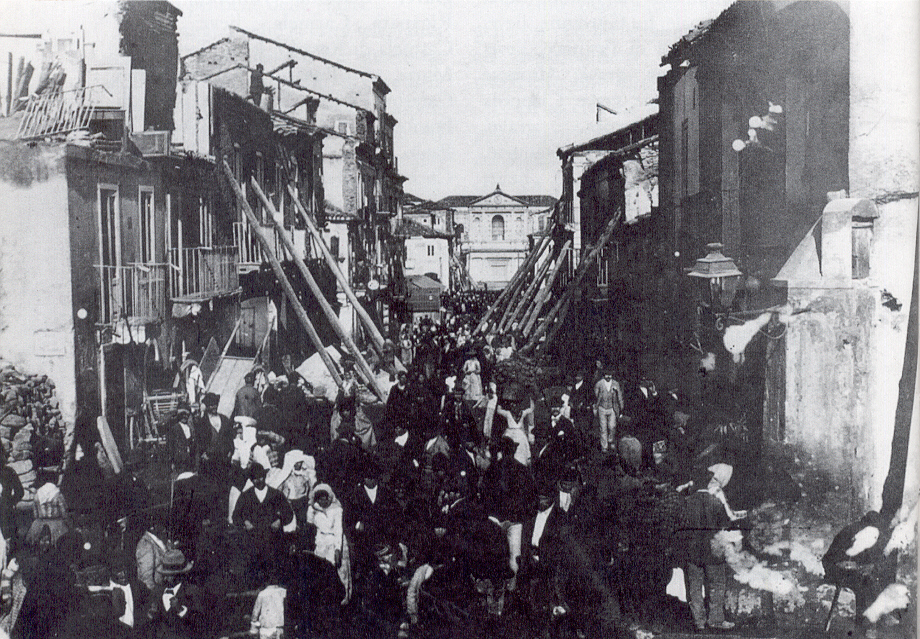
Il corso Carolino dopo il terremoto del 1894, con la Chiesa Madre sullo sfondo.

Nei documenti della visita del 1707 di mons. Domenicantonio Bernardini vescovo della diocesi di Mileto, la chiesa presentava l'altare maggiore dedicato ai santi Pietro e Paolo e gli altari laterali del Santissimo Crocifisso,  di san Nicola, di san Giovanni Battista, di san Girolamo, delle anime del Purgatorio, di san Giuseppe, di sant'Antonio Abate e di san Francesco da Paola.
Il luogo di culto venne riedificato nel periodo tra il 1740 e il 1743 e, nel mentre, il 25 agosto 1741 il vescovo della diocesi di Mileto mons. Marcello Filomarini, eresse la chiesa a «insigne collegiata» avendo ottenuto la bolla pontificia da papa Benedetto XIII. Nella seconda metà del XVIII secolo, il feudatario di Palmi Giovan Battista Spinelli II, ne collocò il suo seggio ducale, che era stato spostato da Seminara a Palmi.
La chiesa venne nuovamente distrutta dal violento terremoto del 5 febbraio 1783. Nel marzo del 1786 il vicario generale per il dipartimento della Piana, riferì che si era quasi interamente riedificata, con la città di Palmi, la sua «chiesa cattedrale» con direzione dei lavori da parte dell'ing. Pietro Galdo. Questo nuovo edificio di culto fu però ricostruito con materiale difettoso ed i muri, dopo pochi anni, incominciarono a far crepe anche a seguito del terremoto del 1791.
Nel 1803 i muri che avevano evidenziato delle lesioni negli anni precedenti, crollarono in più parti tanto che l'edificio fu reso inagibile e le funzioni parrocchiali vennero spostate nella chiesa di san Rocco, dove furono collocati temporaneamente il quadro della Madonna della Lettera e la statua di san Nicola.

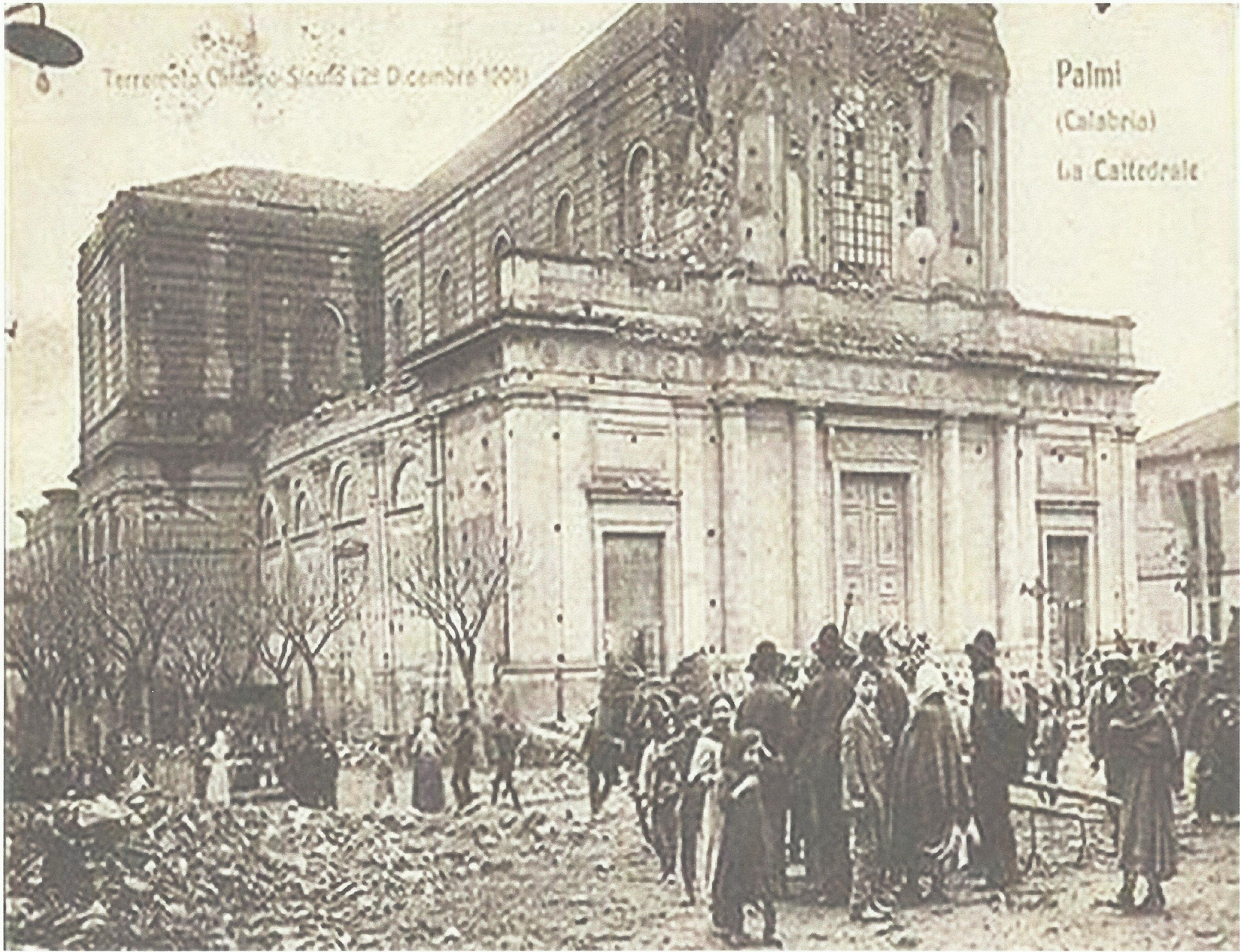
La vecchia Chiesa Madre di san Nicola danneggiata dal terremoto del 1908

La chiesa, tornata agibile, aveva dimensioni che la rendevano imponente, tant'è che nel panorama della città il tempio si stagliava sulle altre costruzioni dell'abitato. La collegiata però venne ulteriormente danneggiata dal terremoto del 1894 e si provvide ancora una volta alla sua parziale ricostruzione.
Sopraggiunse ulteriormente il terremoto del 1908 che arrecò nuovi e gravi danni alla struttura pregiudicandone l'utilizzo. Pertanto, nel 1909 si procedette alla demolizione del fabbricato e successivamente una chiesa provvisoria venne realizzata vicino al luogo dove sorgeva la vecchia chiesa demolita.
Nel 1915, il Comune di Palmi affidò l’incarico di realizzare la nuova chiesa all’ing. padre Carmelo Umberto Angiolini e il progetto venne approvato nel 1926. L'anno seguente venne approvato però un nuovo progetto, redatto stavolta dall'ing. Mario Pandelli. I lavori iniziarono nel 1929, realizzati dalla ditta S.I.L.A. di Roma con fondi stanziati per la ricostruzione delle chiese dei centri terremotati del 1908. La nuova e attuale chiesa collegiata fu aperta al culto nel 1932.
Nel 1954 venne invece realizzato ed inaugurato, su progetto dell'ing. Francesco De Luca il nuovo campanile con funzione anche di torre civica della città. Negli anni sessanta vi fu l'adeguamento della chiesa alla riforma liturgica post Concilio Vaticano II, con l'aggiunta di una mensa e di un ambone marmorei.
Nel 1979 il luogo di culto e tutta la città di Palmi passarono dalla giurisdizione della diocesi di Mileto a quella nuova di Oppido Mamertina-Palmi e il 20 giugno 1988 la chiesa assunse il titolo di concattedrale della diocesi.
A metà degli anni novanta del XX secolo, accanto alla concattedrale furono realizzate ed inaugurate alcune importanti strutture sociali al servizio della comunità.
Nel periodo tra il 2001 e il 2003, su progetto dell'ing. Nicola Gentile, la concattedrale è stata completamente ristrutturata con i fondi dell'otto per mille.
Il luogo di culto è stato elevato a chiesa giubilare sia in occasione del Giubileo straordinario della misericordia del 2016 sia per il Giubileo ordinario del 2025.

## Descrizione

### Esterno

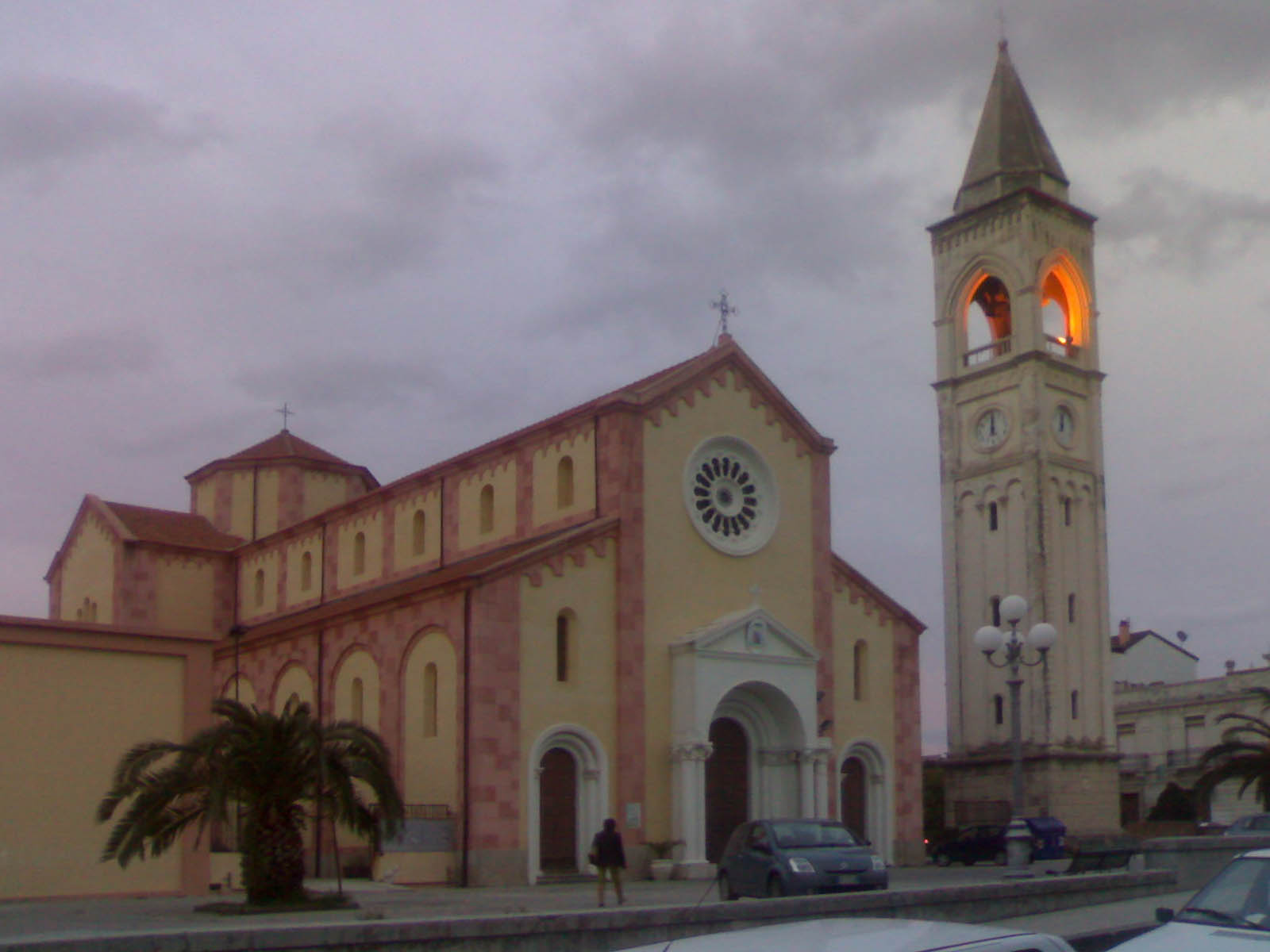
L'esterno della concattedrale.

La facciata della concattedrale è a salienti, ripartita verticalmente da quattro lesene, che si innalzano da una zoccolatura in pietra che si sviluppa per tutta la larghezza della facciata, e da modanatura con cornice ad archetti pensili. Nella ripartizione centrale, di altezza maggiore rispetto a quelle laterali, è collocato centralmente un protiro con timpano triangolare ed un piccolo portico, con arco a tutto sesto sorretto da quattro colonne, nel quale è collocato l'ingresso principale della concattedrale, rialzato di tre gradini rispetto alla piazza. Nelle colonne sono inseriti dei capitelli con i simboli dei quattro evangelisti. Sopra il protiro è collocato invece un artistico rosone. Le due ripartizioni laterali presentano entrambe un ingresso, rialzato sempre di tre gradini rispetto al sagrato, con arco a tutto sesto sormontato da una monofora. La facciata è conclusa, nel punto più alto, da una croce in ferro.
Le pareti laterali presentano delle lesene che le ripartiscono in corrispondenza delle campate, raccordate da una cornice con arco a tutto sesto nella parte bassa e da una cornice con architetti pensili nella parte alta. Ogni campata è inoltre di provvista una monofora nella parte bassa, che illumina la navata laterale, ed una nella parte alta, che illumina la navata centrale. Il transetto presenta alle estremità due facciate a capanna con un'abside poligonale sormontata da una trifora. Anche la facciata tergale è a capanna e ripropone un'abside sormontata da una trifora. All'incrocio tra il transetto e la navata centrale si innalza una cupola ottagonale sprovvista di aperture. Sia la facciata che la cupola sono concluse alla sommità da una croce in ferro.
La copertura, con manto in tegole marsigliesi presenta numerosi spioventi, ad altezze differente ed in corrispondenza delle divisioni interne dell'edificio.

#### Torre civica
La Torre civica, di proprietà comunale, è collocata a lato sinistro della chiesa. È detta anche Torre dell'orologio per la presenza di quattro orologi, disposti su ognuna delle facce della torre, che suonano ad ogni ora con dei rintocchi. Il monumento svolge anche la funzione di campanile della concattedrale, poiché dotato di quattro campane (che appartengono alla parrocchia poiché erano collocate nel campanile della vecchia chiesa madre del XIX secolo). La torre venne realizzata nel 1954 ed ebbe notevoli difficoltà di costruzione, data l'altezza del manufatto di 40 metri e poiché il sottosuolo era composto da terreni superficialmente sciolti. Pertanto il direttore dei lavori, l'ingegnere Francesco De Luca, progettò una palificazione di 81 pali in cemento compresso, affondati nel terreno per una quota che andava da 5 a 23 metri. La suddetta palificazione venne sormontata da un massiccio telaio in calcestruzzo che formò la piattaforma sopra la quale venne innalzata la torre. Il costruttore dell'opera fu il cavaliere Annunziato Seminara.
La torre avente tutte e quattro facce uguali, inizia con una zoccolatura bugnata, sopra la quale sono collocate delle trifore con archi a tutto sesto. Nella parte centrale disposti come detto i quattro orologi e, nella parte superiore, vi sono delle aperture in archi a sesto acuto nella zona di alloggio delle campane. Infine, nella sommità della torre vi è un tamburo poligonale sopra il quale è collocata la copertura cuspidata conclusa alla sommità da una croce in ferro.
La Torre civica è attualmente la costruzione più alta della città di Palmi, ed una delle più alte della Calabria.

### Interno

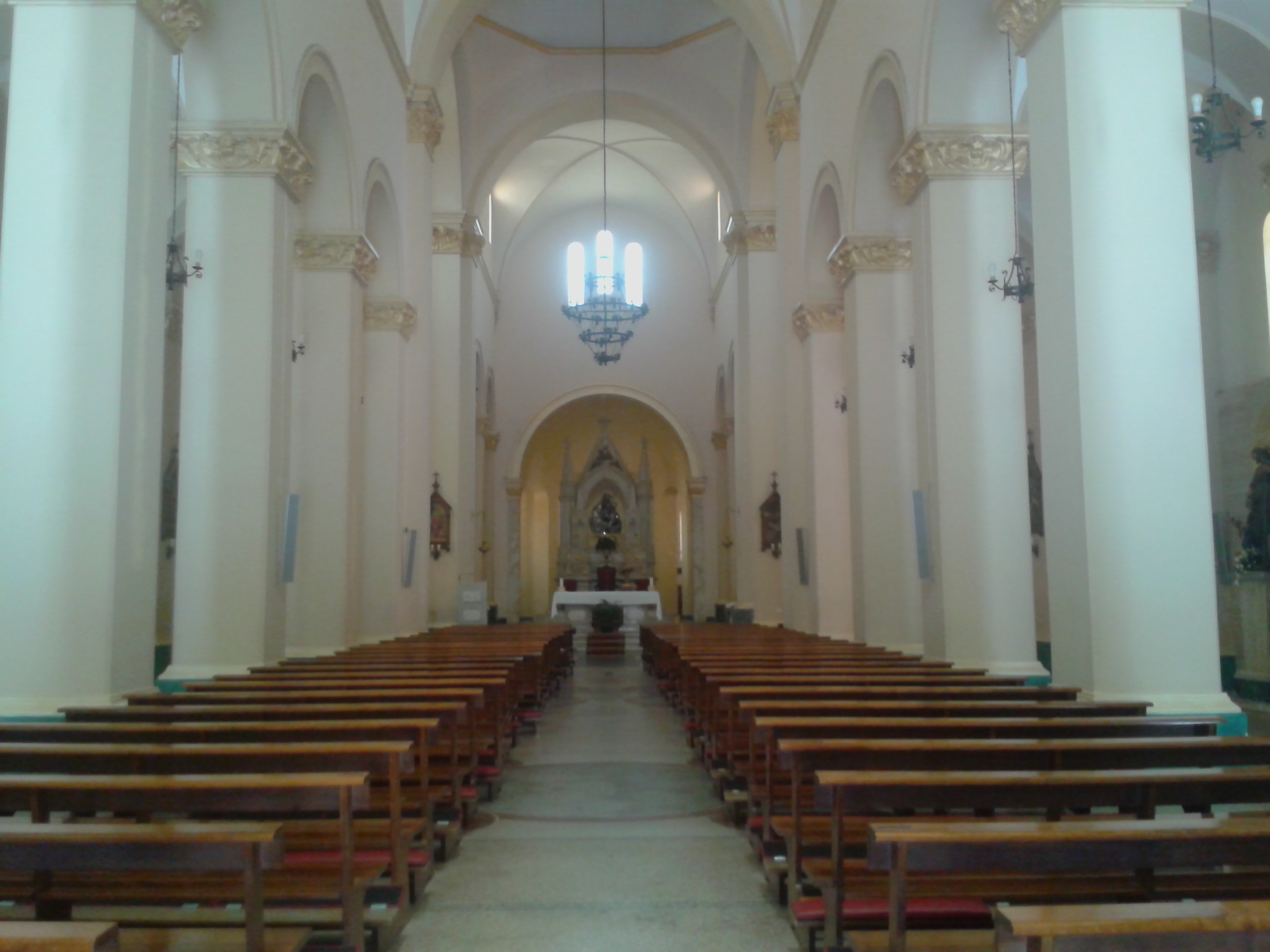
Navata centrale della chiesa

Al suo interno la concattedrale è suddivisa in tre navate rettangolari scandite da arcate a tutto sesto definite da due file di otto colonne doriche quadrangolari. Dalle navate laterali si aprono, all'incrocio con il transetto, due absidi laterali corrispondenti alle cappelle consacrate, rispettivamente, a san Nicola ed al Sacro Cuore di Gesù. L'abside ottagonale che conclude la navata centrale, alle spalle dell'altare maggiore, funge da deambulatorio. All'incrocio tra la navata centrale ed il transetto è collocata la cupola ottagonale priva di finestrature. Dalla navata destra è raggiungibile la cappella della Madonna della Lettera.
Le tre navate, fino al transetto compreso, corrispondono all'aula, mentre il presbiterio, rialzato di tre gradini rispetto al resto dell'edificio, è collocato nel coro, avente anch'esso larghezza pari a tutte e tre le navate.

#### Navata destra

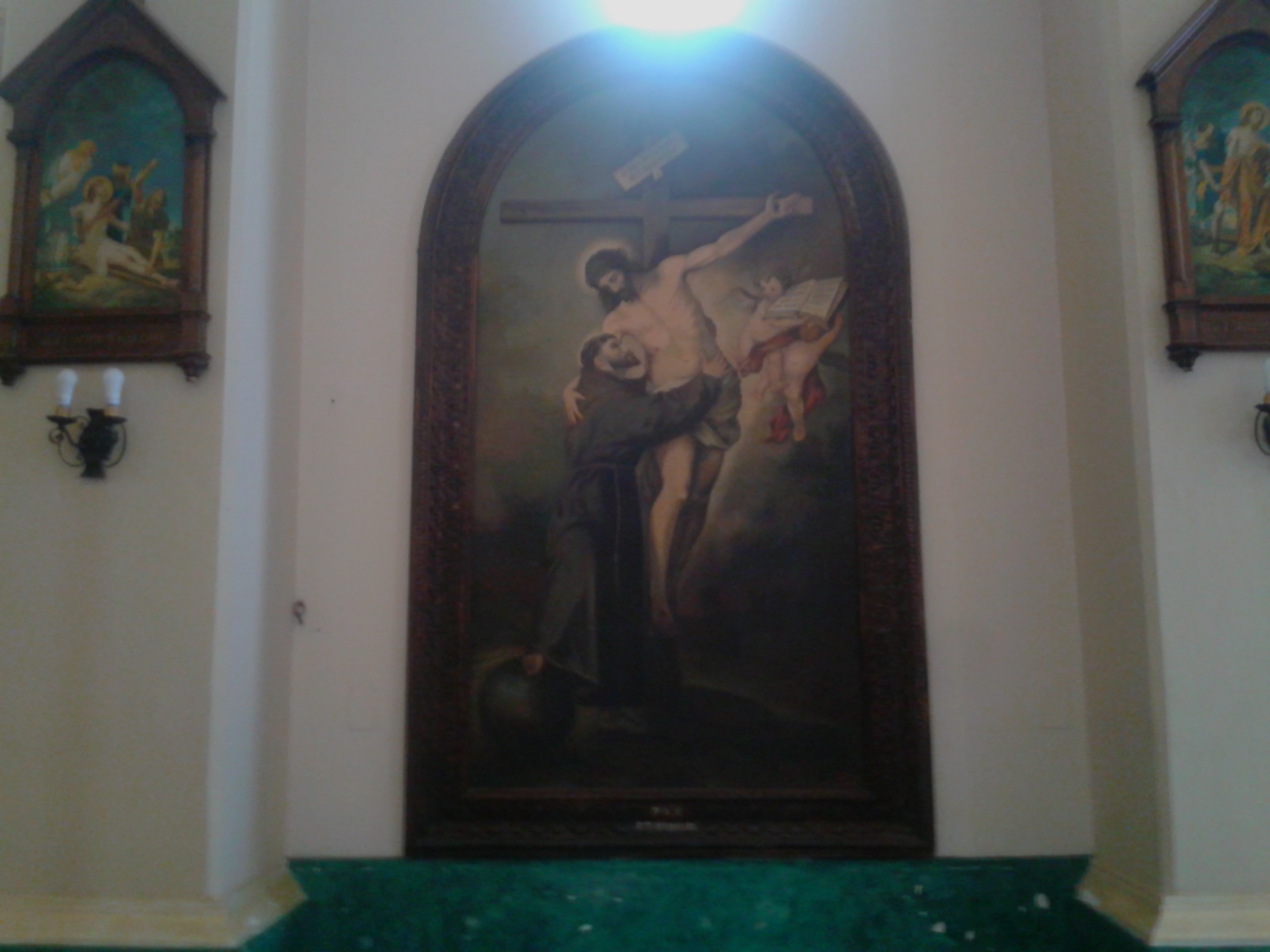
Il dipinto di San Francesco d’Assisi che abbraccia Gesù crocifisso.

La parete laterale della navata risulta scandita verticalmente da pilastri che sorreggono arcate a tutto sesto e che la suddividono in sei campate prima del transetto, più altre due successive allo stesso. In ogni campata è collocata una stretta monofora. La navata risulta divisa da quella centrale sempre da pilastri sormontati da archi a tutto sesto.
Partendo dall'ingresso, nella prima campata è collocata una base processionale (2000) in legno e argento, con la quale viene portato in processione il quadro di Maria Santissima della Sacra Lettera. La parte lignea del fercolo venne realizzato dall'artigiano ebanista Giuseppe Arcuri (con pigmentazione cromatica ad opera di Rosaria Raco) mentre i bassorilievi argentei furono realizzati dai fratelli Vincenzo e Giuseppe Simonetta.
Nella terza campata è posizionato un dipinto, in olio su tela, raffigurante Sant'Anna e Maria bambina (1937), opera del sacerdote Vincenzo Pugliese.

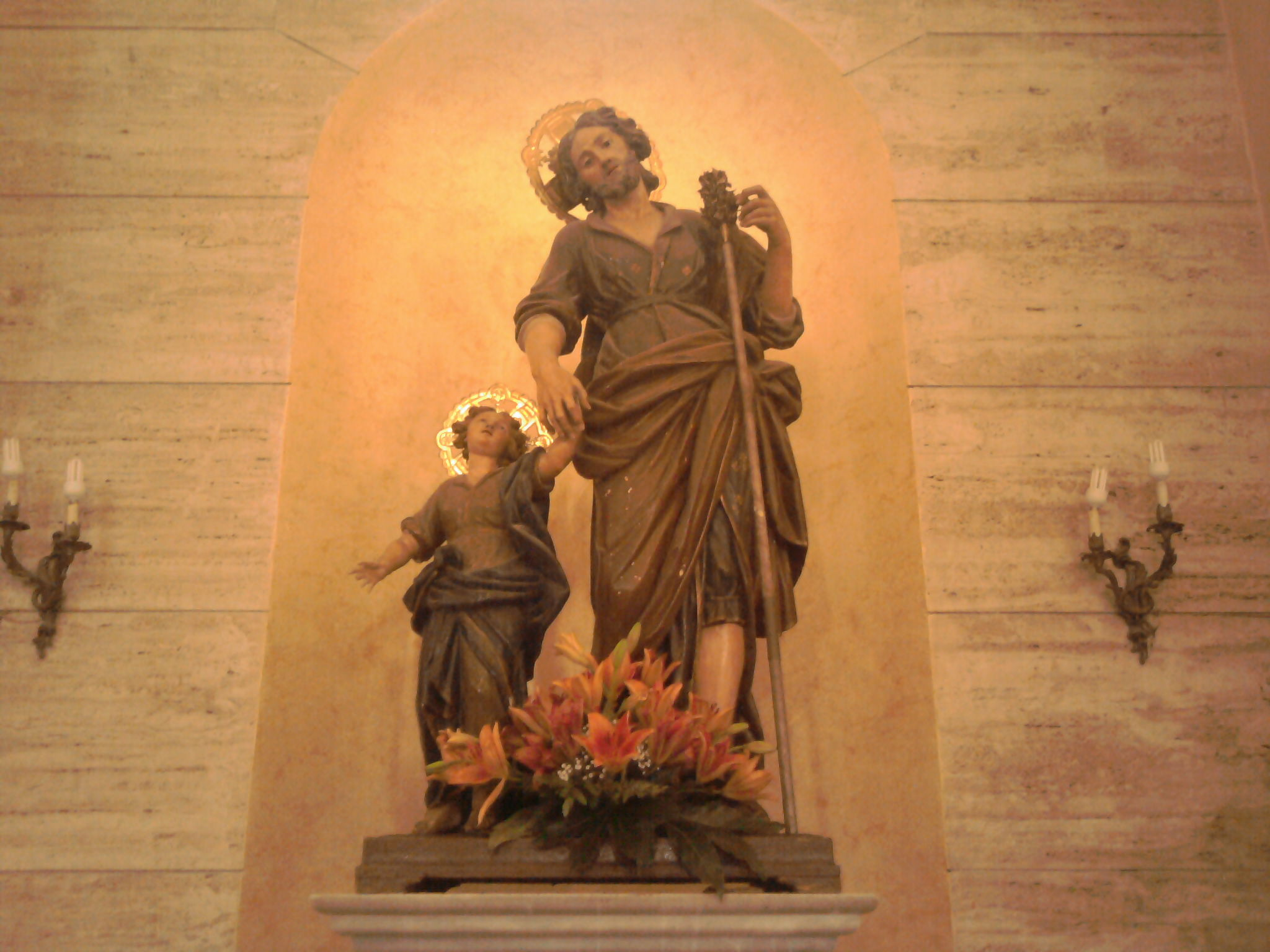
Il gruppo scultoreo di San Giuseppe con Gesù bambino.

Nella quarta campata è collocato un dipinto, in olio su tela, raffigurante San Francesco d’Assisi che abbraccia Gesù crocifisso e angeli (1935), realizzato anch'esso da Vincenzo Pugliese.
Nella quinta campata si trova un gruppo scultoreo rappresentante San Giuseppe e Gesù bambino (XVIII secolo), in legno scolpito e dipinto, opera di scuola calabrese.
Nella sesta e ultima campata prima del transetto è posizionato l'ingresso laterale della concattedrale, che conduce all'esterno.
Nella prima campata dopo il transetto è posizionato un dipinto, in olio su tela, raffigurante la Madonna del Rosario, mentre nella seconda è invece posto l'accesso alla cappella della Madonna della Lettera.
Addossata alla parete di fondo della navata è collocata una fonte battesimale in marmo con coprifonte in legno intagliato, alle cui spalle è posto un dipinto raffigurante il Battesimo di Gesù operato da San Giovanni Battista (XX secolo).
Completano le opere d'arte della navata alcune Stazioni della Via Crucis (XX secolo), in legno intagliato e oleografia su tela, opera di artisti locali.
Il soffitto della navata è formato da volte a crociera, ognuna in corrispondenza di una campata, mentre la pavimentazione è in seminato veneziano.

#### Navata sinistra

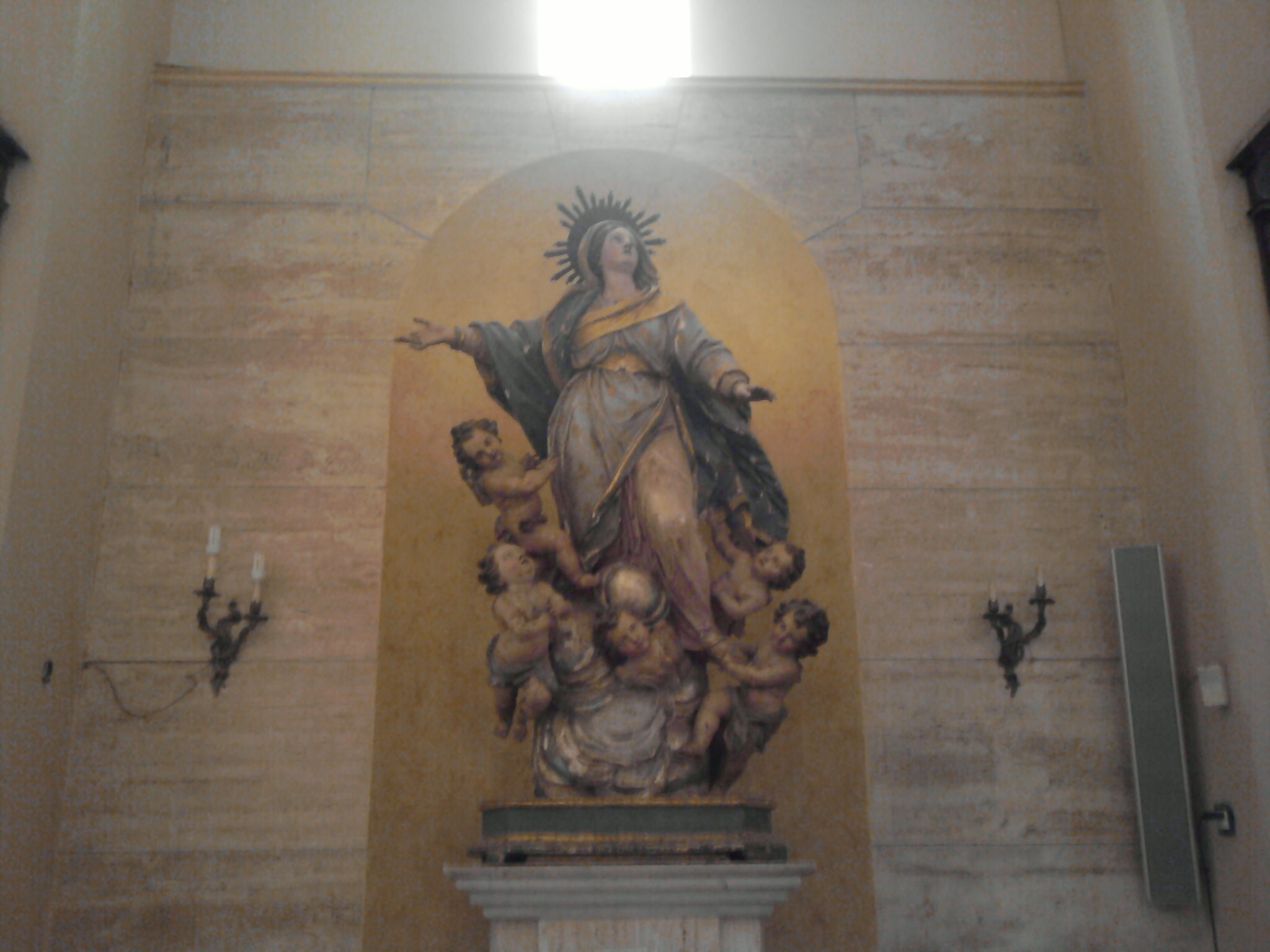
Il gruppo scultoreo di Maria Santissima Assunta e angeli.

La parete laterale della navata risulta scandita verticalmente da pilastri che sorreggono arcate a tutto sesto e che la suddividono in sei campate prima del transetto, più altre due successive allo stesso. In ogni campata è collocata una stretta monofora. La navata risulta divisa da quella centrale sempre da pilastri sormontati da archi a tutto sesto.
Partendo dall'ingresso, nella seconda campata è posizionato un Crocifisso (XX secolo), realizzato in legno e bronzo fuso, opera di bottega calabrese.

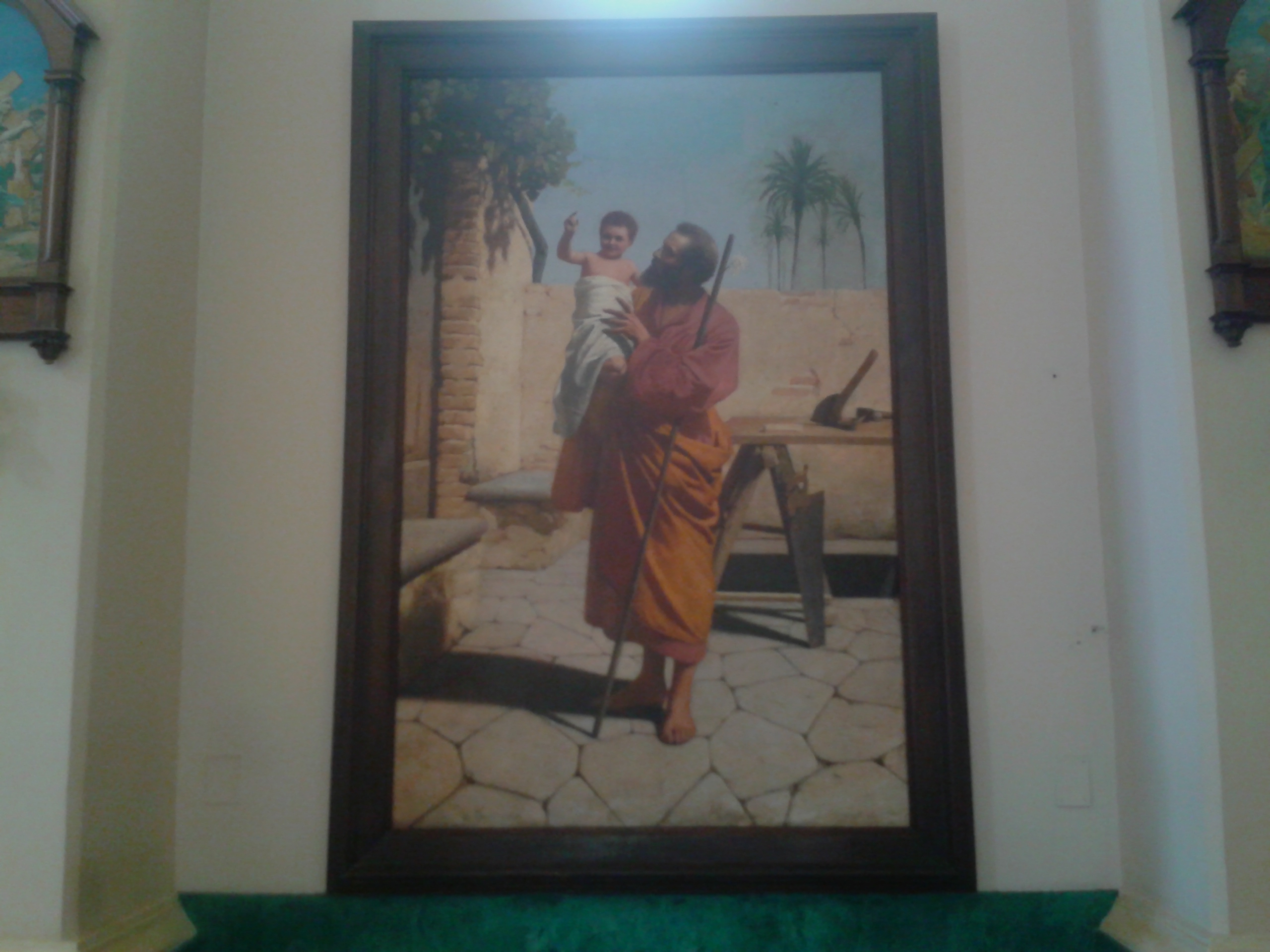
Il dipinto di San Giuseppe e Gesù Bambino, opera di Domenico Augimeri.

Nella terza campata è collocato un confessionale in legno.
Nella quarta campata è posizionato un dipinto, in olio su tela, raffigurante San Giuseppe e Gesù bambino (1899), realizzato dal pittore palmese di scuola napoletana Domenico Augimeri. La tela è considerata una delle principali opere dell'artista.
Nella quinta campata si trova un gruppo scultoreo rappresentante Maria Santissima Assunta e angeli (XVIII secolo), in legno di tiglio scolpito e dipinto, opera di scuola dell'Italia meridionale, probabilmente attribuibile allo scultore Domenico De Lorenzo.
Nella sesta e ultima campata prima del transetto è posto un secondo confessionale in legno.
Sulla seconda campata dopo il transetto è posta la porta d'accesso alla sacrestia mentre sulla parete di fondo della navata è collocato un quadro contenente un antico stendardo appartenente alla soppressa confraternita del Santissimo Sacramento.
Completano le opere d'arte della navata alcune Stazioni della Via Crucis (XX secolo), in legno intagliato e oleografia su tela, opera di artisti locali.
Il soffitto della navata è formato da volte a crociera, ognuna in corrispondenza di una campata, mentre la pavimentazione è in seminato veneziano.

#### Navata centrale

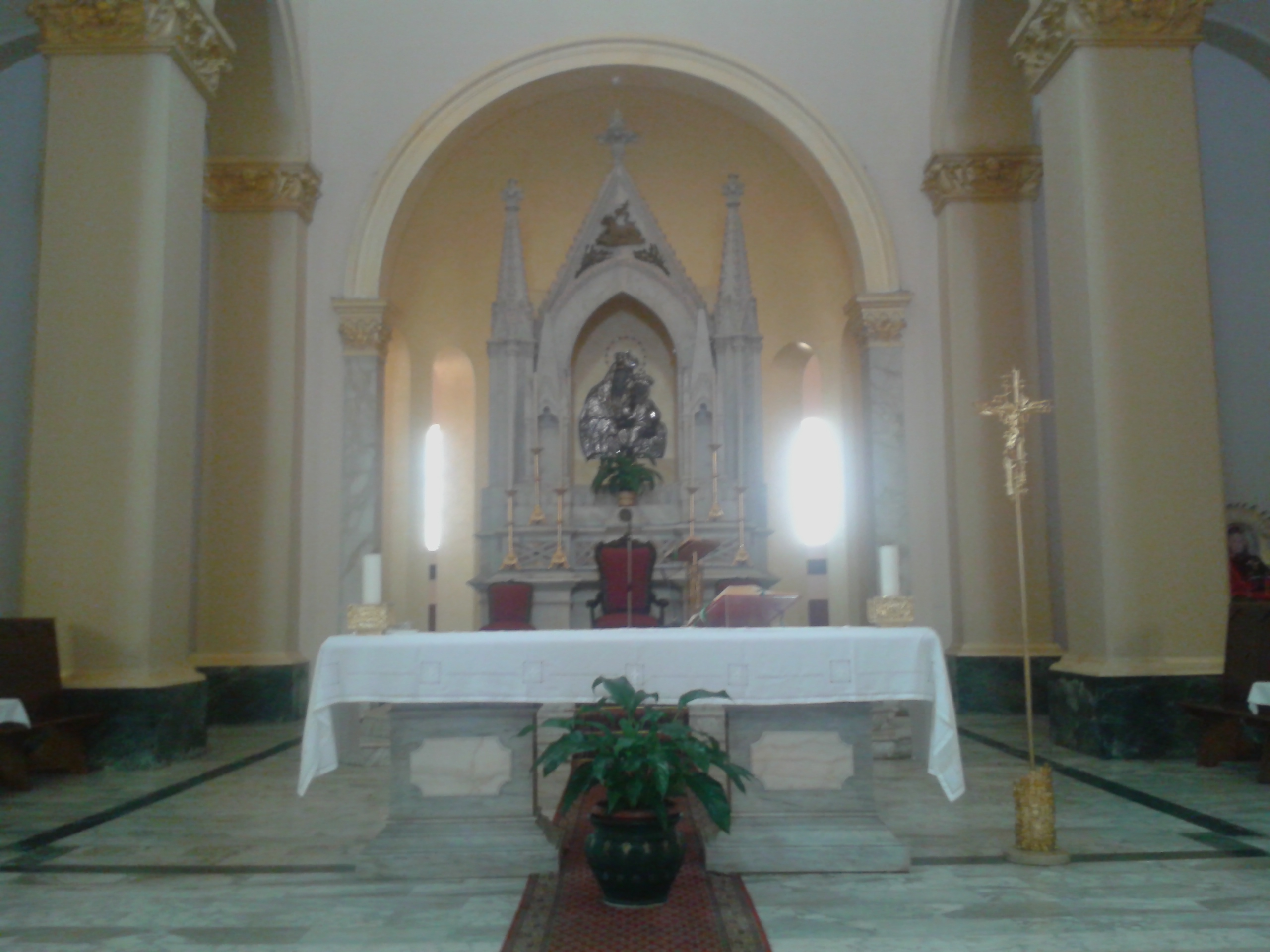
L'altare maggiore.

Nella controfacciata è posta, in corrispondenza dell'ingresso principale, una bussola.
La navata risulta divisa da quelle laterali, come detto, da pilastri sormontati da archi a tutto sesto. All'incrocio con il transetto si apre invece un arco trionfale. Al livello superiore la navata presenta pareti laterali che ripropongo una stretta monofora per ogni campata.
Salendo sopra il presbiterio, nella navata centrale è collocato l'altare maggiore, realizzato dal maestro Alfarone, che già appartenne alla vecchia chiesa matrice demolita a seguito del terremoto del 1908. L'opera, in marmo bianco e policromo intarsiato, presenta tre pinnacoli alla cui cima sono posti ornamenti vegetali, ed un'edicola. Nel pinnacolo centrale è raffigurato, in bronzo, il simbolo dell'Agnus Dei. All'interno dell'edicola è esposta un'icona antica di Maria Santissima della Lettera con il Bambino (1774), realizzata in metallo laminato e legno scolpito e dipinto a olio. Il quadro è opera di autore sconosciuto, probabilmente di scuola messinese. Ai due lati l'altare presenta due aperture ad arco acuto, che conducono all'interno dell'edicola, chiuse da sportelli in ferro battuto e dipinto. Di fronte l'altare sono collocati una mensa e un ambone in marmo (1965).
La parete di fondo, nella parte alta, presenta una trifora mentre nella parte bassa, dietro l'altare maggiore si apre al deambulatorio.
Il soffitto della navata è formato da volte a crociera, ognuna in corrispondenza di una campata mentre la pavimentazione è in seminato veneziano nell'aula e in marmo bianco sul presbiterio.

#### Transetto
Il transetto si sviluppa trasversalmente a tutte e tre le navate e risulta scandito da pilastri cruciformi. Alle estremità presenta delle pareti con, nella parte alta, una trifora centrale e, nella parte bassa, le aperture delle cappelle dedicate al Sacro Cuore di Gesù e a San Nicola. Le uniche opere d'arte collocate nel transetto corrispondono alle restanti Stazioni della Via Crucis (XX secolo), in legno intagliato e oleografia su tela, opera di artisti locali.
Il pavimento del transetto risulta in seminato veneziano, mentre il soffitto è formato da volte a crociera ad eccezione dell'incrocio con la navata centrale, nel quale si innalza una cupola ottagonale priva di finestre. Al centro della cupola risulta posizionato un lampadario a corona (XX secolo) in ferro battuto e dipinto.

#### Cappella del Sacro Cuore di Gesù

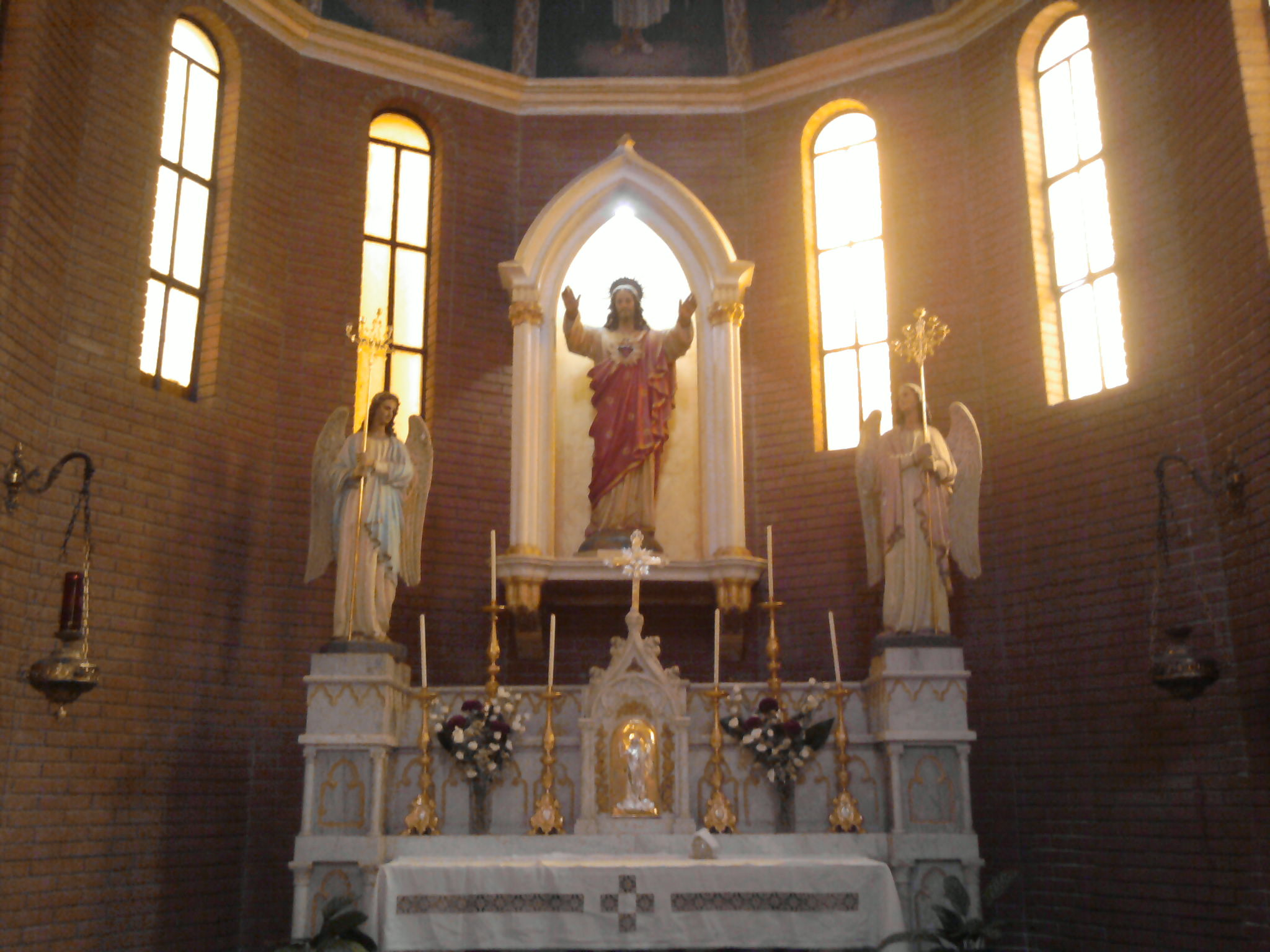
L'altare della cappella del Sacro Cuore di Gesù.

All'estremità destra del transetto è collocata un'abside a pianta poligonale, nella quale si trova la cappella consacrata al Sacro Cuore di Gesù.
Le pareti dell'abside sono, nella parte bassa, rivestite in mattoni faccia a vista e dispongono di quattro monofore, una per lato. Centralmente è posto l'altare laterale del Sacro Cuore di Gesù (XX secolo), realizzato in marmo bianco e grigio scolpito da maestranze locali, con sportello di tabernacolo in metallo raffigurante la Risurrezione di Gesù. Sopra l'altare sono posizionate, alle due estremità, due statue di angeli reggi-candelabro mentre centralmente è collocata un'edicola in muratura intonacata, staccata dal resto dell'altare, contenente una statua del Sacro Cuore di Gesù (XX secolo), realizzata in gesso modellato e dipinto.
L'abside presenta una pavimentazione in marmo e risulta separata rispetto all'aula da un cancello di balaustra in ferro battuto e dipinto (XX secolo), opera di bottega calabrese. La copertura è formata invece da una semi-cupola che presenta policromi affreschi con figure angeliche, ad opera di Vincenzo Pugliese.

#### Cappella di San Nicola di Bari

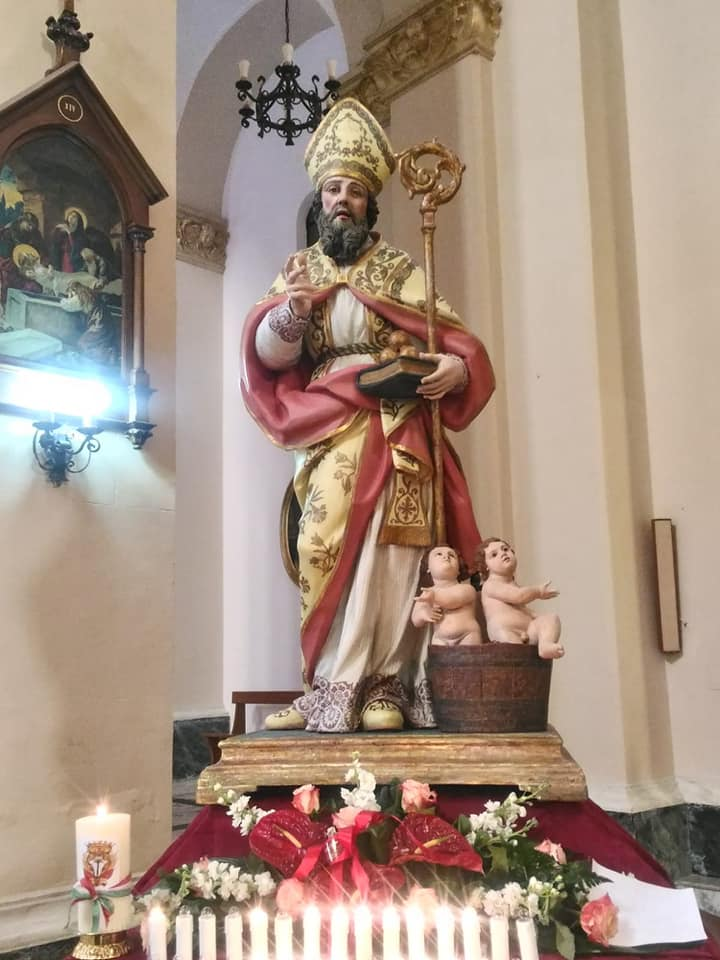
La statua di San Nicola di Bari.

All'estremità sinistra del transetto è collocata un'abside a pianta poligonale, nella quale si trova la cappella consacrata a San Nicola di Bari, patrono di Palmi e compatrono della diocesi di Oppido Mamertina-Palmi.
Le pareti dell'abside sono, nella parte bassa, rivestite in mattoni faccia a vista e dispongono di quattro monofore, una per lato. Centralmente è posto l'altare laterale di San Nicola di Bari (1937), realizzato in marmo bianco e grigio scolpito da maestranze locali, con sportello di tabernacolo in metallo raffigurante l'Agnus Dei. Sopra l'altare sono posizionate, alle due estremità, due statue di angeli reggi-candelabro mentre centralmente è collocata un'edicola in muratura intonacata, staccata dal resto dell'altare, contenente una statua di San Nicola di Bari (XIX secolo), realizzata in legno scolpito e dipinto e opera di scuola dell'Italia meridionale. La statua è stata restaurata nel 2018 dall'architetto Amedeo Lico della Bretia Restauri di Rogliano, a seguito di raccolta di fondi effettuata dal "Comitato Festeggiamenti Patronali di San Nicola".
L'abside presenta una pavimentazione in marmo e risulta separata rispetto all'aula da un cancello di balaustra in ferro battuto e dipinto (XX secolo), opera di bottega calabrese. La copertura è formata invece da una semi-cupola che presenta policromi affreschi raffiguranti angeli musicanti, ad opera di Vincenzo Pugliese.

#### Deambulatorio
L'ultima abside, che si apre a conclusione della navata centrale dietro il presbiterio e l'altare maggiore, anch'essa a pianta poligonale, svolge la funzione di deambulatorio.
In questa parte della chiesa è conservata una statua in legno scolpito e dipinto di Sant'Elia profeta (seconda metà del XVIII secolo), opera della scuola di Giuseppe Sammartino e un ritratto, dipinto in olio su tela, di monsignor Valentino Marino (XX secolo), opera di scuola dell'Italia meridionale.
La pavimentazione è in marmo, le pareti verticali presentano una monofora per ogni lato e la copertura è formata da una volta a botte.

#### Cappella della Madonna della Lettera

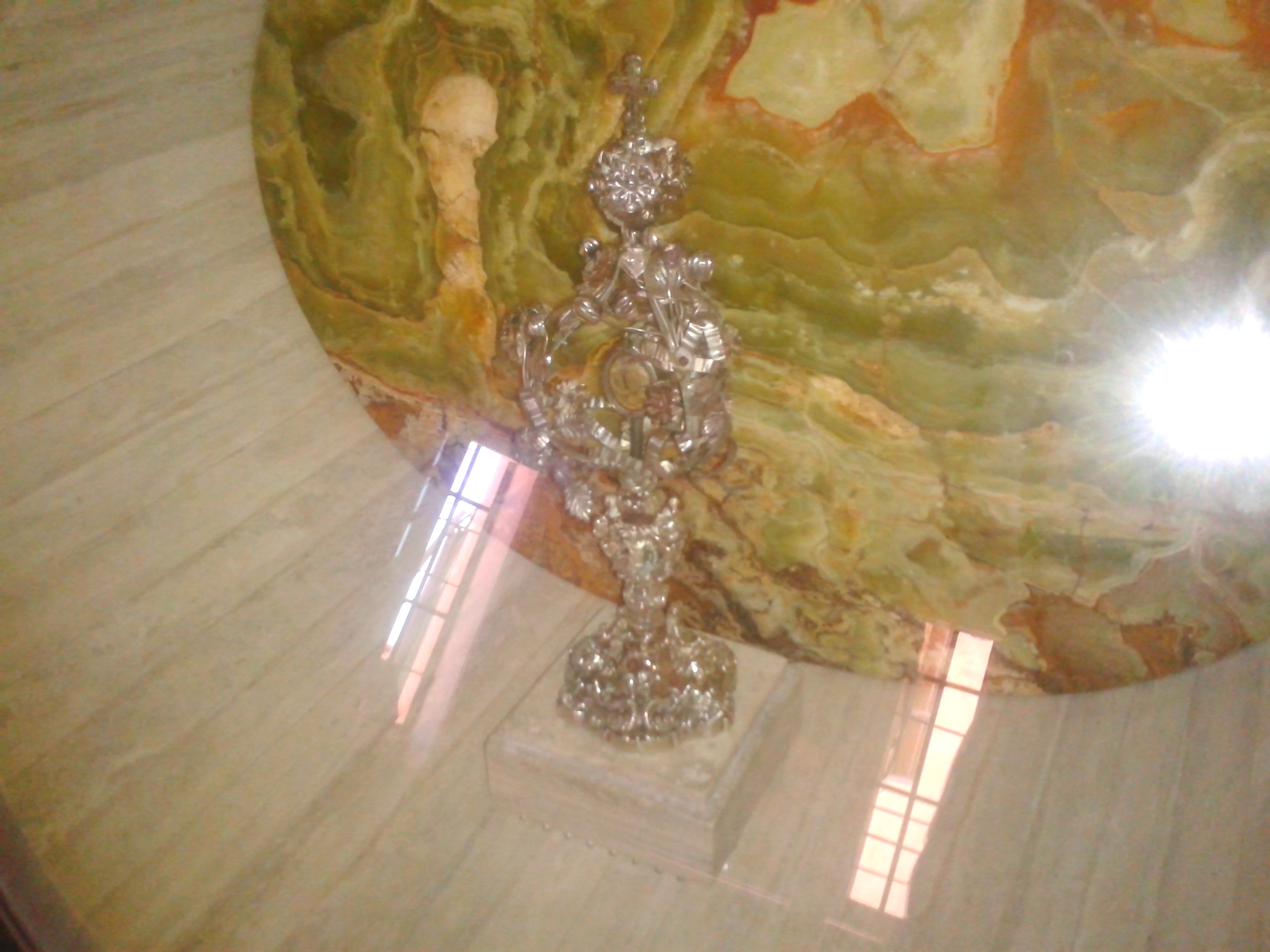
Il reliquiario del Sacro Capello.

La cappella, restaurata e ristrutturata nel XXI secolo, è a pianta rettangolare e risulta accessibile da una porta posizionata nell'ultima campata della navata destra. La cappella è consacrata a Maria Santissima della Sacra lettera e conserva la reliquia mariana del Sacro Capello. Questa reliquia è posta all'interno di un reliquiario (XVIII secolo), realizzato da bottega dell'Italia meridionale, a sua volta collocato dentro una teca, inaugurata il 29 agosto 2009 e addossata alla parete laterale destra della cappella. L'opera è stata progettata dell'architetto Carmelo Bagalà ed è adornata da un bassorilievo dell'artista Maurizio Carnevali. Sopra la teca è posizionato un dipinto, in olio su tela, raffigurante Maria Santissima della Sacra Lettera (XVIII secolo).
La pavimentazione della cappella è in ceramica mentre il soffitto presenta una copertura piana costituita da un solaio in cemento armato.

## Festività e ricorrenze
- Festa del Corpus Domini;
- Festa di Maria Santissima della Sacra Lettera (ultima domenica di agosto, con processione per le vie cittadine - evento legato alla Varia di Palmi);
- Festa di san Nicola, patrono di Palmi e compatrono della diocesi di Oppido Mamertina-Palmi (6 dicembre; solenne concelebrazione eucaristica presieduta dal vescovo con la presenza dei sacerdoti della città. Presenziano inoltre le autorità civili e militari e il sindaco offre il tradizionale cero votivo a nome della città. Nella giornata sfilano i tradizionali tamburi, la banda musicale e la sera viene effettuato uno spettacolo di fuochi pirotecnici a cura del comitato festeggiamenti patronali di San Nicola).

## Titoli
- Concattedrale diocesana. Poiché il 10 giugno 1979 era stata creata, da papa Giovanni Paolo II, la nuova diocesi di Oppido Mamertina-Palmi in forza del decreto Quo aptius della Congregazione per i Vescovi, che ridisegnò i confini delle diocesi della Calabria,[44] il 20 giugno 1988, con decreto del vescovo mons. Benigno Luigi Papa, la chiesa di San Nicola a Palmi ha assunto il titolo di concattedrale della diocesi.[1]
- Insigne collegiata. Il 25 agosto 1741 il vescovo della diocesi di Mileto Marcello Filomarini, eresse la chiesa di San Nicola ad insigne collegiata, avendone ottenuta da papa Benedetto XIII la pontificia bolla «col datur octavo kalendas augusti MDCCXLI» a seguito di un memoriale redatto da Scipione Spinelli Savelli, utile signore di Palmi, e dal parroco don Bruno Trifiletti. Per redigere il memoriale si adoperarono anche tutto il clero e le autorità di Palmi, in modo da elevare la chiesa a collegiata, con le "dignità" di arcidiacono e decano, ed i cappellani a canonici insigniti.[11]
- Chiesa parrocchiale. Fin dalla visita ex limina del 24 ottobre 1586, operata dal vescovo della diocesi di Mileto Marcantonio Del Tufo, risultava istituita nella «terra di Palme» la parrocchia di san Nicola,[45] che rimase l'unica della città fino al 1733, quando vennero erette altre due nuove parrocchie e, da allora, la chiesa di san Nicola fu detta «chiesa madre» (o Matrice) e «arcipretale».[N 18][10]

Inoltre, la concattedrale è stata elevata a chiesa giubilare della diocesi di Oppido Mamertina-Palmi in occasione del Giubileo straordinario della misericordia del 2016 e del Giubileo ordinario del 2025.

## Riconoscimenti
- Provvedimento di tutela tramite decreto della Direzione Generale per i Beni Culturali e Paesaggistici della Calabria, n. 937 del 30 agosto 2011, della «Chiesa di San Nicola vescovo», per vincolo architettonico e monumentale.[47]

### Esplicative
1. ↑  Con cappellano un presbitero di nome Bartolomeo «Pbr. Bartholomeus, cappellanus eccl.e S.ti Nicolai de Palma, pro secunda decima solvit tar. III gr. decem».
2. ↑  La chiesa era servita dall'arciprete Minico Porfida, che aveva diritto a cinque porzioni, e dall'abate sestuario Ottaviano Bellafaccia, che percepiva una porzione soltanto. I rettori esigevano tre tomoli di grano per due appezzamenti di terra, e ricevevano annualmente 228,00 ducati alla pubblica amministrazione. Nel fonte battesimale l'acqua benedetta era posta dentro un recipiente di rame. Nella sagrestia vi erano i sacri arredi della parrocchia: una croce di legno dorata, due calici con coppe e patene d'argento ed un incensiere anche d'argento, cinque pianete, i ferri per le ostie, tre camici con amitti e cingoli, tre messali ed un «battisterio», un antifonario, un graduale, un campanello. Nella chiesa pavimentata e senza soffitto vi erano le sepolture, l'acquasantiera, il pulpito di legno, un orologio, due campane efficienti e le porte munite di serrature. Quasi tutti gli altari erano sprovvisti di crocifisso e di pietra sacra.
3. ↑  Nell'altare maggiore il Santissimo Sacramento era conservato in un vaso di argento col suo coperchio, dentro una custodia col prospetto di marmo rivestita all'interno con drappo di seta. Erano consacrati sia la chiesa che l'altare, sul quale vi erano intagliate le figure di san Pietro e san Nicola di marmo con le sue colonne e cornici intagliate.
4. ↑  Sul lato destro dell'altare maggiore era eretta la vecchia cappella del Santissimo Sacramento, nella quale erano riposti gli oli santi contenuti in due vasi di stano separati. In essa celebravano i cappellani titolari dei "benefici" istituiti con le descritte rendite annualmente esatte da censi e da immobili.
5. ↑  Era stato costruito dalla "casata antiqua" dei Miccinà, dotato di una rendita annua di 1,50 ducati sopra un orto in contrada "la bivera" assegnata ai rettori per la celebrazione di una messa di requiem ogni settimana.
6. ↑  Sull'altare era collocata l'«Immagine di rilievo del beato Santo Nicola e al muro dipinta l'Immagine della Madonna Santissima di sant'Ambrogio e sant'Agostino coperta da una intempiatura dipinta che faceva da baldacchino».
7. ↑  I due altari seguenti, dedicati uno a san Giorgio e l'altro senza immagine, erano privi di ornamenti. Ogni settimana si celebrava nel primo una volta per il legato di 1,50 ducati di Tommaso Lametta, e nel secondo due volte dall'entrata di 3,00 ducati lasciati da Paolo Lombardo.
8. ↑  L'altare di san Girolamo con quadro vecchio del titolare, consacrato, era ornato con tre tovaglie e due candelieri e con l'avantaltare di oropelle. Ius patronato di Scipione Timera, era cappellano il sacerdote Tommaso Bendici, istituito con bolla del vicario generale Salvatore Barbieri il 7 agosto 1578. Le entrate provenivano da un giardino di gelsi e da due piccoli fondi olivetati, e da 5,60 ducati su una casa ed un casaleno di Palmi.
9. ↑  L'altare era ornato con le sole tovaglie. Si celebrava una messa ogni settimana con il lascito di 1,80 ducati di Bernardino Cosentino.
10. ↑  Dove insisteva una cappella dedicata a Santa Maria dei Sette Dolori e nella quale agiva l'omonima confraternita.
11. ↑  Alla sua morte, avvenuta nel 1791, il feudatario fu seppellito in questa chiesa poiché la sua moglie Maria Caterina Doria gli fece costruire un mausoleo con lapide. Il testo della lapide recitava: "D.O.M. / Scipioni Spinello Saverio / Ex Carinenbis. Princibus / Seminariae Duci / Non Magis Majorum Imaginibus / Quam Comitate Beneficentia Animique Candore / Spetatissimo / Vixit annos XXIX / Obiit III Kal. Septembris An. MDCCXCI / Maria Catharina Doria / Ex Princibus Angri / Conjux Desolata / Viro Suo Optimo Benemerentissimo / Propera Eheu. Morte Praerepto / De Quo Nihil Doluit Praeter Mortem Eius /Contra Votum / Posuit". Il mausoleo andò distrutto a causa dei vari terremoti.
12. ↑  L'edificio misurava 29,95 metri di lunghezza, 10,58 metri di larghezza e 7,94 metri d'altezza
13. ↑  La relazione di Riccò riporta, per la Cattedrale di Palmi, quanto segue: «È di costruzione recente, ancora incompleta nelle decorazioni. È caduta la volta a botte di mattoni in taglio della navata centrale ed un'altra è rotta nel vertice; nell'abside vi sono due grandi fratture simmetriche le quali si prolungano anche nella volta; molti archi sono rotti in chiave; le maggiori lesioni sono nei muri diretti NNW-SSE. Nella facciata diretta ENE-WSW, vi sono varie fratture poco rilevanti».
14. ↑  Il progetto dell'ing. Angiolini prevedeva la ricostruzione della chiesa nello stesso luogo di quella precedente demolita nel 1909, con la realizzazione di un campanile di forma ottagonale dietro l’abside.
15. ↑  Il nuovo progetto prevedeva lo spostamento della sede nel luogo attuale, una nuova posizione del campanile e forme più semplici, mantenendo lo stile neoromanico.
16. ↑  Fu realizzato il centro socio-educativo e riabilitativo "Emmanuele", centro d'accoglienza con laboratori per bambini e giovani portatori di handicap, la "Casa Emmaus", centro residenziale per anziani provvisto di sala teatro, biblioteca, studio medico, ristorante e palestra di riabilitazione psicomotoria, ed una palestra di fisioterapia.
17. ↑  Nella parte bassa dell'altare, sotto il tabernacolo, è riportata la seguente iscrizione: "A DEVOZIONE / DI / N. NICOLINA VERGA PLATEROTI / IN MEMORIA / DELLO ZIO / SACERDOTE DOMENICO BELLINFANTE / 14 SETTEMBRE 1937".
18. ↑  Anche se, ancora prima del XVIII secolo, risultano atti nei quali il parroco di San Nicola veniva definito «arciprete».

### Bibliografiche
1. 1 2 3 4 5 6 7 8 9 10 11 12 13 14 15 16 17 18 19 20 21 22 23 24 25 26 27 28 29 30 31 32 33   Chiesa di San Nicola vescovo <Palmi>, su Le chiese delle diocesi italiane, Conferenza Episcopale Italiana. URL consultato il 18 settembre 2016.
2. ↑   Concattedrale di San Nicola, su parrocchiamadonnadipompei.it.
3. 1 2 3 4 5 6 7 8 9 10 11 12 13 14 15 16 17   La voce del Tirreno, 5 marzo 2009 anno 3 n. 3 (PDF), su lavocedeltirreno.it. URL consultato il 24 settembre 2016 (archiviato dall'url originale il 24 febbraio 2013).
4. ↑   dait.interno.gov.it,  https://dait.interno.gov.it/documenti/statuti/statuto-comune-rc-palmi.pdf.
5. ↑  Rossella Agostino, pagg. 229-230.
6. ↑  Rocco Liberti, pag. 27.
7. 1 2  De Salvo, pag. 200.
8. ↑  Pacichelli, 1702.
9. ↑  Rocco Liberti, pag. 6.
10. 1 2  Rocco Liberti, pagg. 29-30.
11. 1 2  De Salvo, pagg. 234-235.
12. ↑  De Salvo, p. 293.
13. ↑  Leopardi, pag. 125.
14. 1 2  De Salvo, pagg. 284-285.
15. ↑  Romeo Baldari, pag. 38.
16. 1 2  Periodico "Madre Terra News" n. 34 - Ottobre 2012 Pag. 30-31.
17. 1 2  Domenico Ferraro, pag. 2.
18. ↑  Annibale Riccò, pag. 31.
19. ↑   pag. 1361 (PDF), su vatican.va. URL consultato il 4 marzo 2013.
20. ↑   La chiesa di San Nicola in Palmi,elevata a Concattedrale dal Vescovo Mons. Benigno Papa, è un edificio in stile neoromanico, costruita intorno agli anni 30 del passato secolo. Contiene una partizione tipica dello stile con un protiro di prospetto ed un grande rosone. Dopo il recupero degli anni 2001-2003 si presenta dignitosamente conservata., su 8xmille.it. URL consultato il 1º ottobre 2019.
21. ↑   Apertura della Porta della Misericordia nella Concattedrale di Palmi, su oppido-palmi.chiesacattolica.it. URL consultato il 18 settembre 2016 (archiviato dall'url originale il 18 settembre 2016).
22. 1 2   Giubileo 2025: mons. Alberti (Oppido-Palmi), “forza di aprire cammini rinnovati di Chiesa e nella società in cui viviamo”, su agensir.it.
23. 1 2 3 4 5 6 7 8 9 10 11 12 13  PIAR - Piano Integrato Area Rurale - Piana di Gioia Tauro Archiviato il 5 ottobre 2013 in Internet Archive.
24. ↑  AA.VV., pag. 63-65.
25. ↑   Pellegrino P. (1937), Sant'Anna e Maria bambina, su beweb.chiesacattolica.it. URL consultato il 22 aprile 2019.
26. ↑   Pugliesi V. (1935), San Francesco d'Assisi abbraccia Cristo crocifisso, su beweb.chiesacattolica.it. URL consultato il 22 aprile 2019.
27. ↑   Scuola calabrese sec. XVIII, San Giuseppe e Gesù Bambino, su beweb.chiesacattolica.it. URL consultato il 22 aprile 2019.
28. ↑   Ambito calabrese sec. XX, Crocifisso, su beweb.chiesacattolica.it. URL consultato il 22 aprile 2019.
29. ↑   Biografia di Domenico Augimeri, su piazzascala.altervista.org. URL consultato il 24 settembre 2016.
30. ↑   Scuola dell'Italia meridionale sec. XVIII, Madonna assunta e angeli, su beweb.chiesacattolica.it. URL consultato il 22 aprile 2019.
31. ↑   Maestranze calabresi (1941), Altare maggiore, su beweb.chiesacattolica.it. URL consultato il 27 aprile 2019.
32. ↑   Argentiere PC (1774), Manta della Madonna della Lettera, su beweb.chiesacattolica.it. URL consultato il 28 giugno 2019.
33. ↑  Lovecchio, pag. 33.
34. ↑   Maestranze calabresi sec. XX, Altare del Sacro Cuore, su beweb.chiesacattolica.it. URL consultato il 2 maggio 2019.
35. ↑   Ambito italiano sec. XX, Sacro Cuore, su beweb.chiesacattolica.it. URL consultato il 2 maggio 2019.
36. ↑   Statuto comunale di Palmi, su comune.palmi.rc.it. URL consultato il 24 settembre 2016.
37. ↑   Cenni storici, su oppido-palmi.chiesacattolica.it. URL consultato il 2 maggio 2019 (archiviato dall'url originale il 2 maggio 2019).
38. ↑   Maestranze calabresi (1937), Altare di San Nicola da Bari, su beweb.chiesacattolica.it. URL consultato il 2 maggio 2019.
39. ↑   Scuola dell'Italia meridionale sec. XIX, San Nicola di Bari, su beweb.chiesacattolica.it. URL consultato il 2 maggio 2019.
40. ↑   Cerchia di Giuseppe Sanmartino sec. XVIII, Sant'Elia profeta, su beweb.chiesacattolica.it. URL consultato il 6 maggio 2019.
41. ↑   Ambito dell'Italia meridionale sec. XX, Ritratto di monsignor Marino Valentino, su beweb.chiesacattolica.it. URL consultato il 6 maggio 2019.
42. 1 2 3   Articolo sulla teca per l'esposizione permanente del Sacro Capello alla venerazione dei fedeli, su piazzascala.altervista.org. URL consultato il 10 marzo 2013.
43. ↑   Scuola siciliana sec. XVIII, Madonna della Lettera, su beweb.chiesacattolica.it. URL consultato il 15 aprile 2019.
44. ↑  Decreto Quo aptius in (LA) Acta Apostolicae Sedis - Commentarium Officiale (PDF), su vatican.va, LXXI, 1974,  1360-1361. URL consultato il 5 giugno 2012.
45. ↑   LE CHIESE DI PALMI NEL 1586 (PDF), su lalbadellapiana.it. URL consultato il 24 settembre 2016 (archiviato dall'url originale il 24 settembre 2016).
46. ↑   BREVE CENNO STORICO SULLE CHIESE GIUBILARI, su oppido-palmi.chiesacattolica.it. URL consultato il 10 giugno 2019 (archiviato dall'url originale l'11 maggio 2019).
47. ↑   Regione Calabria Dipartimento Urbanistica - AGGIORNAMENTO QUADRO CONOSCITIVO QTRP [collegamento interrotto], su burc.regione.calabria.it. URL consultato il 15 aprile 2019.